# B-26 (航空機)
B-26 / JM マローダー
飛行するB-26B-55-MA 42-96142号機
(1944年撮影)
- 用途：軽爆撃機
- 分類：爆撃機
- 設計者：ペイトン・マーシャル・マグルーダー
- 製造者：グレン・L・マーティン社
- 運用者 アメリカ合衆国

  -  アメリカ陸軍航空隊
  -  アメリカ陸軍航空軍
  -  アメリカ海軍
  -  アメリカ海兵隊 ほか
- 初飛行：1940年11月25日
- 生産数：5,288機(5,157機とする文献もあり)
- 運用開始：1941年
- 退役：1948年
- 運用状況：退役
- ユニットコスト：10万2,659.33米ドル（B-26A）

B-26 マローダー（Martin B-26 Marauder）は、マーティン社が開発し、第二次世界大戦中にアメリカ陸軍航空隊で運用された爆撃機。
米陸軍航空軍における愛称の「マローダー（Marauder）」とは、「略奪者」の意である。同時期に開発されたB-25 ミッチェルより、高速性能などで勝っていたが、操縦の難しさから初期型では事故が多発し、乗員には「マーダラー（人殺し）」「キラー・プレイン（殺人機）」「ウィドウ・メーカー（未亡人製造機）」と呼ばれて嫌われた。その結果、B-25 に比べて生産数や運用国の数で大きく差がつく結果となった。とはいえ、この航空機の長所と短所を理解したパイロットにとっては、B-26 は非常に信頼性が高く、当時使用中の他の機種より遥かに安全だった。

## 概要

### 開発
1939年1月25日にアメリカ陸軍航空隊から出された新型高性能爆撃機の仕様に対して、マーチン社が計画・開発したのがB-26である。計画書は特に速度性能を重視しており、当時の爆撃機に比べて円形断面で紡錘型の胴体を持ち翼面荷重の高い高翼機となっていた。
これが陸軍当局の要望と一致したため、本機は試作機無しにいきなり1,100機の大量発注を受けることとなった。1940年11月25日に量産第1号機がボルチモアのマーチン社飛行場を離陸した。この機体は、最高速度508km/hという高速を出した。合計139機生産されたA型は1941年に納入されたが、操縦上の特徴が異例であり、新型機に対する訓練期間が必要だったために実際に戦場に登場したのは、1942年4月に入ってからとなった。

### 実戦投入

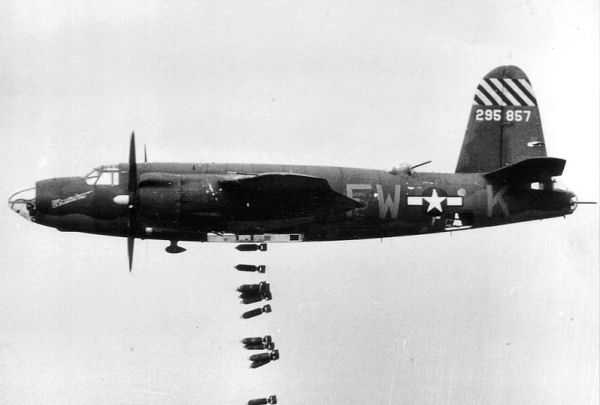
爆弾を投下するB-26B

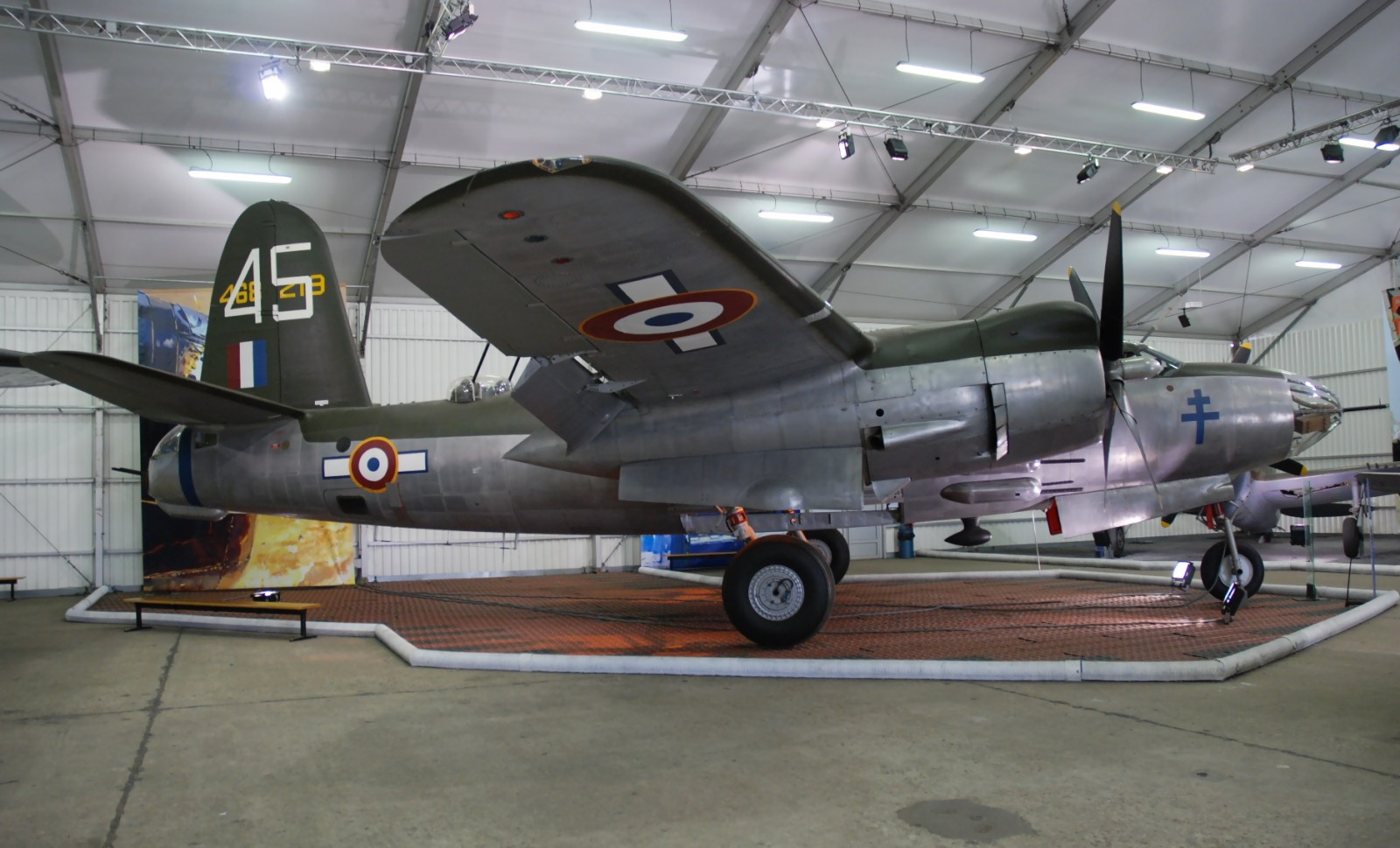
自由フランス軍のB-26B

B-26は高速で、重武装かつ防御力の優れた爆撃機だったが、高速力を目指したために翼面荷重が高くなり、操縦はかなり難しく、また、着陸速度は200km/hを超えるなど危険な航空機であった。このため離着陸時や低速飛行時の事故が続発し、最初の生産型であるB-26Aは一時生産中止になった。調査委員会が設立され、安全を高めるための改修を行ってから、B-26 の生産を続けることが決定された。改良を加えた型であるB-26Bが開発され1942年5月に生産が再開された。この型は武装と装甲も強化されており、B-26各型の内で最も多く、1,883機が生産された。
B-26B-10のシリーズでは、翼幅を1.83m延長して翼面積を増やし、翼面荷重を減らしてある。水平尾翼の面積も大きくした。しかし、こういった改善も、武装強化によって、爆弾搭載量が減り、相殺された。この変型には、B-26Cの符号が与えられ、ネブラスカ州オマハのマーチン工場で合計1,235機が生産された。B-26B と B-26C は、1942年後期に北アフリカで戦闘任務に就いた。この航空機の離着陸の性能を向上させるために、最終型の B-26F と B-26G では、翼の迎角が3.5度増加した。
高い生還率を誇ったものの、同時期に運用されたB-25 ミッチェルと比べると運用し辛かったため、必ずしも現場での評判は高くなかった。
一部の型は魚雷を胴体下に装備する事もでき、対艦攻撃機として対日戦のミッドウェー海戦やニューギニア方面などで用いられたが、投入機数が少なかったこともあり大きな戦果を挙げることはできなかった。最後のB-26は1945年3月30日に納入され、第二次世界大戦終結後も暫く運用されたが、1948年には全機退役している。
また、1943年になって戦争の状態が逆転し始めると、無塗装の航空機が戦場に現れているが、太平洋の戦場に登場したB-26は、無塗装の航空機として最初のもので、シルバー・フリート(銀の飛行隊)と呼ばれた。このようにカムフラージュをしなくなったのは、つや消し塗装をしないことで最大速度が増加するからであると言われた。
第二次大戦中には、連合国のイギリス軍や自由フランス軍に対してもレンドリース機として相当数が供与された。なお、1961年に発生したピッグス湾事件で亡命キューバ人部隊に供与され、実戦使用されたのは本機ではなく、1948年の機種区分変更以前はA-26 インベーダーと呼ばれていたダグラス社製の航空機である。

### 海軍での運用

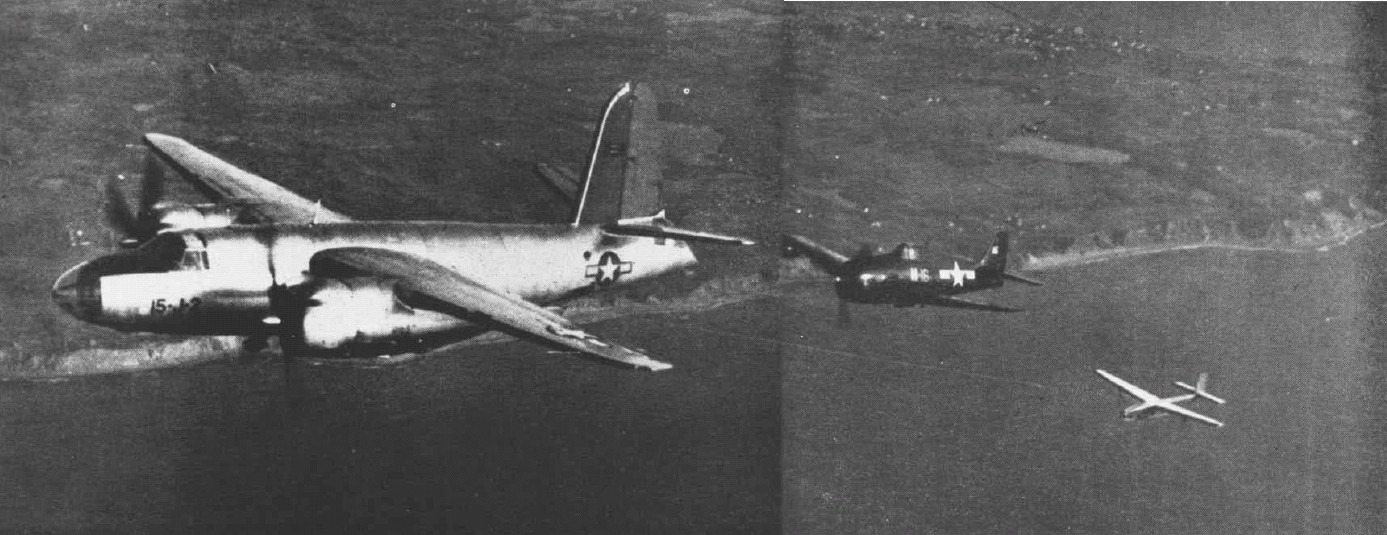
標的機を曳航するJM（B-26C）

陸軍だけでなく海軍でも本機を訓練支援機や写真偵察機として使用した。アメリカ海軍では本機をJMの呼称で、乗員訓練・標的曳航などを行う汎用機として採用した。1943年-1944年にかけて、合計225機が引き渡された。これらは、B-26Cをベースにして不要な武装を撤去し標的曳航装置を備えた、射撃訓練/標的曳航機であった。
この中の数機は、航空カメラを装備し写真偵察機として使用された。これとは別に、1945年に陸軍からTB-26G（B-26Gの練習機型）を47機譲渡され、訓練と標的曳航に使われた。これらの機体は太平洋戦争の終結とともに退役し、その後はミサイル標的の曳航機として利用され運用を終えた。

### 逸話
第9空軍所属の B-26B の「フラック・ベイト(高射砲の餌)」は、ほとんど伝説的な存在になっている。この B-26B は、1943年8月16日から戦争終了までの間、絶えずヨーロッパの空で活躍し、出撃が200回に達した最初の連合国側の爆撃機である。そして、出撃の終わりの頃には、高射砲弾や破片などの1,000を超える穴ができ、胴体や翼にはそれらを塞ぐ300以上の継ぎが当ててあった。

## 採用国
フランス
- 自由フランス軍

 南アフリカ
- 南アフリカ空軍

 イギリス
- イギリス空軍

 アメリカ合衆国
- アメリカ陸軍航空隊
- アメリカ陸軍航空軍
- アメリカ海兵隊
- アメリカ海軍

## スペック
- 全長：17.65m
- 全幅：21.64m
- 全高：6.55m
- 翼面積：61.13m2
- 全備重量：17,340kg
- エンジン：P&W R-2800-43 空冷18気筒 2000hp×2
- 最大速度：454km/h
- 実用上限高度：6,040m
- 航続距離：4,590km
- 武装
  - 爆弾1,500kg
  - 12.7mm機銃×11
- 乗員：7名

## 現存する機体
| 型名        | 番号     | 機体写真 | 国名                      | 所有者                                                   | 公開状況 | 状態     | 備考 |
| ----------- | -------- | -------- | ------------------------- | -------------------------------------------------------- | -------- | -------- | --- |
| B-26-MA     | 40-1370  |          | アメリカ カリフォルニア州 | 航空機修復サーヴィシーズ (Aircraft Restoration Services) | 公開     | 修復中   | |
| B-26-MA     | 40-1459  |          | アメリカ オハイオ州       | マップス航空博物館                                       | 公開     | 修復中   | |
| B-26-MA     | 40-1464  |          | アメリカ フロリダ州       | ファンタジー・オブ・フライト                             | 公開     | 飛行可能 | |
| B-26-MA     | 40-1501  |          | アメリカ アリゾナ州       | ピマ航空宇宙博物館                                       | 公開     | 静態展示 | |
| B-26B-25-MA | 41-31773 |          | アメリカ メリーランド州   | ポール・E・ガーバー維持・復元・保管施設                  | 公開     | 修復中   | |
| B-26G-11-MA | 43-34581 |          | アメリカ オハイオ州       | 国立アメリカ空軍博物館                                   | 公開     | 静態展示 | |
| B-26G-25-MA | 44-68219 |          | フランス マンシュ県       | ユタビーチ上陸作戦博物館                                 | 公開     | 静態展示 | B-26B-15-MA / 41-31576号機の塗装で展示されている。以前はル・ブルジェ航空宇宙博物館で展示されていた。旧塗装 |

## 登場作品
『ハワイ・ミッドウェイ大海空戦 太平洋の嵐』
アメリカ陸軍所属機が登場。アメリカ軍のミッドウェー島基地を攻撃した南雲機動部隊への反撃に魚雷を搭載して出撃するが、護衛戦闘機を伴っていなかったことでゼロ戦の迎撃によって多数が撃墜され、それを潜り抜けた少数が魚雷を投下するも命中弾は無く、最後は空母「飛龍」などからの対空砲火により全機撃墜となってしまう。
撮影には、ミニチュアが使用されている。